# Alzacja-Lotaryngia
Alzacja-Lotaryngia (niem. Elsaß-Lothringen) – prowincja Cesarstwa Niemieckiego, utworzona po wojnie francusko-pruskiej w 1871 roku, kiedy włączono do Niemiec większość terytorium Alzacji i część Lotaryngii.

## Włączenie do Niemiec
Po zakończeniu wojny francusko-pruskiej w 1871, na mocy traktatu we Frankfurcie, prawie cała Alzacja i północna Lotaryngia zostały włączone do Niemiec. Zgodnie z postanowieniami traktatu, francuska ludność prowincji musiała wybrać pomiędzy obywatelstwem niemieckim lub emigracją do Francji. Do 1876 terytorium Alzacji-Lotaryngii opuściło 100 000 Francuzów, co stanowiło 5% ogółu ludności.
Nowa prowincja, ze stolicą w Strasburgu stała się Terytorium Rzeszy, co oznaczało, że była zarządzana bezpośrednio z Berlina. Nie posiadała zatem własnego sejmu (Landtagu) ani nie była reprezentowana w Radzie Federalnej (Bundesracie), co było przyczyną niezadowolenia miejscowej ludności. Przyczyną takiego nietypowego umocowania ustrojowego był fakt, że prowincja została zdobyta na Francuzach nie tylko przez wojska pruskie, ale również południowoniemieckie, co powodowało, że nie wypadało jej wcielać wprost do Prus (Bismarck rozważał początkowo nawet oddanie jej Bawarii, co miało ją skłonić do przystąpienia do Rzeszy Niemieckiej). Dopiero w 1911 otrzymała autonomię oraz własny organ przedstawicielski. Udzielono jej również prawa głosu w Bundesracie, było to jednak uprawnienie iluzoryczne w związku z faktem, że głos ten należał do namiestnika powoływanego przez kanclerza Rzeszy.

## Alzacka Republika Rad
Podczas rewolucji listopadowej w Niemczech, 15 000 alzackich marynarzy, którzy przyłączyli się do buntu floty w Kilonii, powróciło do Alzacji-Lotaryngii. 9 listopada 1918 na głównym placu w Strasburgu powitał ich kilkutysięczny tłum. Utworzono radę robotniczo-żołnierską i proklamowano powstanie Alzackiej Republiki Rad.
22 listopada 1918 do Alzacji-Lotaryngii wkroczyły wojska francuskie.

## Republika Alzacji-Lotaryngii
Po podpisaniu rozejmu w Compiègne 11 listopada 1918, parlament w Strasburgu ogłosił powstanie niepodległej Republiki Alzacji-Lotaryngii. Rozpoczęła się walka z siłami Alzackiej Republiki Rad. Walki wewnętrzne umożliwiły Francuzom szybkie zajęcie prowincji.
Na mocy traktatu wersalskiego w 1919 r. Alzacja-Lotaryngia powróciła w skład Francji.

## II wojna światowa
Po klęsce Francji w 1940, dawna Alzacja-Lotaryngia została de facto (nie zawarto w tej sprawie żadnego układu międzynarodowego ani nie wydano żadnego zarządzenia) ponownie włączona do Niemiec, jednakże powołana administracja cywilna była oddzielna dla Alzacji i dla Lotaryngii. Reżim okupacyjny na tym obszarze był łagodny; pierwszy wyrok śmierci wykonano dopiero w marcu 1942 r. za nieudaną próbę zamachu na szefa administracji cywilnej Alzacji Roberta Wagnera. Opór ludności przejawiał się na tym obszarze m.in. noszeniem beretu baskońskiego, dlatego też zarządzeniem Wagnera z 15 maja 1941 zakazano jego noszenia w Alzacji. W czasie okupacji zakazano używania języka francuskiego, usuwano także z prowincji pamiątki francuskiego panowania, np. 5 listopada 1940 zdemontowano w Strasburgu pomnik gen. Jean-Baptiste Klébera.
Od sierpnia 1942 mieszkańcy tych krain podlegali poborowi do Wehrmachtu. Po zakończeniu wojny w 1945 r. terytorium powróciło do Francji, w ramach której w latach 1982–2015 tworzyło dwa oddzielne regiony Alzację oraz Lotaryngię, ze szczególnym uznaniem obu kultur (niemieckiej oraz francuskiej). Od 2016 Alzacja i Lotaryngia są częścią regionu Grand Est ze stolicą w Strasburgu.